# Peter Rašev
Peter Rašev (6. srpna 1952 Prešov - 12. června 2008 Košice) byl slovenský herec, režisér a divadelní ředitel, československý politik a poslanec Sněmovny národů Federálního shromáždění za VPN po sametové revoluci.

## Biografie
Působil jako herec, režisér a divadelní ředitel. Byl rovněž aktivní jako dabér. Zpočátku byl angažován v operetě Divadla Jonáše Záborského v Prešově. Vystudoval Vysokou školu múzických umění v Bratislavě a jeho domovskou scénou se stalo Státní divadlo Košice s výjimkou několika let (od konce 90. let), kdy založil a řídil Staromestské divadlo v Košicích. Napsal několik divadelních her. Za manželku měl herečku Ľubicu Blaškovičovou, se kterou měl dvě dcery Kristínu a Katarínu. K roku 1990 se profesně uvádí jako člen činohry Státního divadla Košice.
Během sametové revoluce patřil mezi hlavní postavy demonstrací v Košicích. V lednu 1990 zasedl v rámci procesu kooptací do Federálního shromáždění po sametové revoluci jako bezpartijní poslanec do slovenské části Sněmovny národů (volební obvod č. 133 - Košice IV, Východoslovenský kraj). Mandát obhájil ve volbách roku 1990. Ve Federálním shromáždění setrval do listopadu 1991, kdy na mandát rezignoval.
Zemřel ve věku 55 let na rakovinu.